# Prima Categoria Calabria 1964-1965
Il campionato di calcio di Prima Categoria 1964-1965 è stato il V livello del campionato italiano. A carattere regionale, fu il sesto campionato dilettantistico con questo nome dopo la riforma voluta da Zauli del 1958.
Questi sono i gironi organizzati della regione Calabria.

## Girone A

### Squadre partecipanti
| Squadra                    | Città (provincia)          | Stagione precedente |
| -------------------------- | -------------------------- | ------------------- |
| A.C. Amantea               | Amantea (CS)               |                     |
| U.S. Borgia                | Borgia (CZ)                |                     |
| Soc. La Sportiva Cariatese | Cariati (CS)               |                     |
| U.S. Castrovillari         | Castrovillari (CS)         |                     |
| A.S. Corigliano            | Corigliano Calabro (CS)    |                     |
| A.S. Cremisa               | Cirò Marina (CZ)           |                     |
| O.F.A.M. Crotone           | Crotone (CZ)               |                     |
| Olimpia Sala               | Catanzaro (Quart. Sala)    |                     |
| U.S. Praia                 | Praia a Mare (CS)          |                     |
| Pro Crotone                | Crotone (CZ)               |                     |
| Pol. Rossanese             | Rossano (CS)               |                     |
| U.S. Schiavonea            | Corigliano Calabro (CS)    |                     |
| S.S. La Silana             | San Giovanni in Fiore (CS) |                     |
| S.S. Trebisacce            | Trebisacce (CS)            |                     |

### Classifica
|  | Pos. | Squadra               | Pt  | G   | V   | N  | P   | GF  | GS  | DR  |
|  | ---- | --------------------- | --- | --- | --- | -- | --- | --- | --- | --- |
|  | 1.   | Castrovillari         | 40  | 25  | 17  | 6  | 2   | 68  | 18  | +50 |
|  | 2.   | Corigliano            | 37  | 26  | 14  | 9  | 3   | 48  | 23  | +25 |
|  | 3.   | Corigliano Schiavonea | 35  | 25  | 14  | 7  | 4   | 52  | 25  | +27 |
|  | 3.   | Praia                 | 35  | 25  | 16  | 3  | 6   | 47  | 21  | +26 |
|  | 5.   | Trebisacce            | 31  | 25  | 13  | 5  | 7   | 45  | 26  | +19 |
|  | 6.   | Rossanese             | 30  | 26  | 12  | 6  | 8   | 34  | 25  | +9  |
|  | 7.   | Amantea               | 27  | 26  | 11  | 5  | 10  | 51  | 36  | +16 |
|  | 8.   | Borgia (-1)           | 26  | 24  | 12  | 3  | 9   | 39  | 25  | +14 |
|  | 9.   | O.F.A.M. Crotone (-1) | 21  | 26  | 7   | 8  | 11  | 20  | 30  | -10 |
|  | 10.  | Olimpia Sala          | 19  | 25  | 5   | 9  | 11  | 22  | 42  | -20 |
|  | 11.  | Silana                | 16  | 24  | 6   | 4  | 14  | 29  | 45  | -16 |
|  | 12.  | La Sportiva Cariatese | 13  | 26  | 5   | 3  | 18  | 28  | 62  | -34 |
|  | 13.  | Cremissa (-1)         | 11  | 25  | 5   | 2  | 18  | 26  | 84  | -58 |
|  | 14.  | Pro Crotone           | 8   | 24  | 2   | 4  | 18  | 19  | 71  | -52 |
|  |      |                       | 349 | 352 | 139 | 74 | 139 | 528 | 533 | 0   |

Legenda:
      Ammesso agli spareggi promozione.
      Retrocesso in Seconda Categoria.
  Non disputa il campionato successivo.
Regolamento:
Due punti a vittoria, uno a pareggio, zero a sconfitta.
Pari merito in caso di pari punti.
Note:
Borgia,  OFAM Crotone e Cremissa hanno scontato 1 punto di penalizzazione in classifica per una rinuncia.
Classifica non definitiva, fonte La Gazzetta del Sud del 31-05-1965.
Discrepanza di 5 reti fra le reti totali fatte e le subite (528-533).

## Girone B

### Squadre partecipanti
| Squadra               | Città (provincia)                       | Stagione precedente |
| --------------------- | --------------------------------------- | ------------------- |
| Pol. Campese          | Campo Calabro (RC)                      |                     |
| A.S. Catona           | Reggio Calabria (Quart. Catona)         |                     |
| A.S. Cittanovese      | Cittanova (RC)                          |                     |
| U.S. Gioiese          | Gioia Tauro (RC)                        |                     |
| A.S. Libertas Rosarno | Rosarno (RC)                            |                     |
| S.S. Nuova Vibonese   | Vibo Valentia (CZ)                      |                     |
| U.S. Palmese          | Palmi (RC)                              |                     |
| U.S. Pizzo            | Pizzo (CZ)                              |                     |
| U.S. Polistena        | Polistena (RC)                          |                     |
| U.S. Pro Pellaro      | Reggio Calabria (Quart. Pellaro)        |                     |
| A.S. Roccella         | Roccella Jonica (RC)                    |                     |
| A.S. Santa Caterina   | Reggio Calabria (Quart. Santa Caterina) |                     |
| A.C. Taurianovese     | Taurianova (RC)                         |                     |
| U.S. Villese          | Villa San Giovanni (RC)                 |                     |

### Classifica
|  | Pos. | Squadra          | Pt       | G   | V   | N  | P   | GF  | GS  | DR  |
|  | ---- | ---------------- | -------- | --- | --- | -- | --- | --- | --- | --- |
|  | 1.   | Palmese          | 41       | 24  | 18  | 5  | 1   | 55  | 13  | +42 |
|  | 2.   | Polistena        | 39       | 24  | 18  | 3  | 3   | 57  | 17  | +40 |
|  | 3.   | Gioiese          | 34       | 24  | 15  | 4  | 5   | 38  | 21  | +17 |
|  | 4.   | Pro Pellaro      | 33       | 24  | 13  | 7  | 4   | 46  | 24  | +22 |
|  | 5.   | Cittanovese      | 26       | 24  | 11  | 4  | 9   | 38  | 27  | +11 |
|  | 6.   | Villese          | 24       | 24  | 9   | 6  | 9   | 31  | 26  | +5  |
|  | 7.   | Taurianovese     | 21       | 24  | 9   | 3  | 12  | 30  | 44  | -14 |
|  | 8.   | Roccella         | 20       | 24  | 8   | 4  | 12  | 26  | 42  | -26 |
|  | 9.   | Catona           | 18       | 24  | 5   | 8  | 11  | 29  | 38  | -9  |
|  | 10.  | Libertas Rosarno | 16       | 24  | 5   | 6  | 13  | 35  | 52  | -17 |
|  | 10.  | Santa Caterina   | 16       | 24  | 5   | 6  | 13  | 19  | 43  | -24 |
|  | 12.  | Nuova Vibonese   | 12       | 24  | 2   | 8  | 14  | 18  | 46  | -28 |
|  | 12.  | Campese          | 12       | 24  | 4   | 4  | 16  | 31  | 59  | -28 |
|  | ---  | Pizzo            | Ritirato |     |     |    |     |     |     |     |
|  |      |                  | 312      | 312 | 122 | 68 | 122 | 453 | 452 | 0   |

Legenda:
      Ammesso agli spareggi promozione.
      Retrocesso in Seconda Categoria.
  Non disputa il campionato successivo.
Regolamento:
Due punti a vittoria, uno a pareggio, zero a sconfitta.
Pari merito in caso di pari punti.

### Spareggio salvezza/retrocessione
|          | Risultato |         | Luogo e data   |
| -------- | --------- | ------- | -------------- |
| Vibonese | ? - ?     | Campese | ??, ?? ?? 1965 |
|          |           |         |                |

## Spareggi promozione
|               | Risultato |               | Luogo e data              |
| ------------- | --------- | ------------- | ------------------------- |
| Castrovillari | 1 - 0     | Palmese       | Castrovillari, ?? ?? 1965 |
|               |           |               |                           |
| Palmese       | 2 - 0     | Castrovillari | Palmi, ?? ?? 1965         |
|               |           |               |                           |

### Ripetizione
|               | Risultato   |         | Luogo e data         |
| ------------- | ----------- | ------- | -------------------- |
| Castrovillari | 2 - 3 (dts) | Palmese | Nicastro, ?? ?? 1965 |
|               |             |         |                      |

### Libri
- Annuario F.I.G.C. 1964-1965, Roma (1965) conservato presso:
  - tutti i Comitati Regionali F.I.G.C.-L.N.D.;
  - la Lega Nazionale Professionisti;
  - la Biblioteca Nazionale Centrale di Firenze;
  - la Biblioteca Nazionale Centrale di Roma.

### Giornali
- Archivio della Gazzetta dello Sport, anni 1964 e 1965, consultabile presso le Biblioteche:
  - Biblioteca Nazionale Braidense di Milano;
  - Biblioteca Nazionale Centrale di Firenze;
  - Biblioteca Nazionale Centrale di Roma;
  - Biblioteca Civica Berio di Genova;
  - e presso Emeroteca del C.O.N.I. di Roma (non è online ma è da consultare in sede).